# Басов, Иван Алексеевич
Иван Алексеевич Басов (25 января 1943 — 10 февраля 2017, Москва, Российская Федерация) — советский и российский ученый-геолог, доктор геолого-минералогических наук, заведующий лабораторией стратиграфии и палеогеографии океанов Геологического института РАН (ГИН РАН).

## Биография
Родился 25 января 1943 года [где?].
В 1966 году окончил геологический факультет МГУ.
В 1966—1969 годах — научный сотрудник Северо-Восточного геологического управления (Магадан).
В 1969—1978 годах работал в Институте океанологии АН СССР имени Ширшова.
С 1978 года — главный научный сотрудник Института литосферы окраинных и внутренних морей РАН.
В 2004—2008 годах — заведующий лабораторией биостратиграфии и палеогеографии океанов Геологического института РАН.
Скончался 10 февраля 2017 года в Москве.

## Публикации
Соавтор монографий:
- Стратиграфия верхнего мезозоя Тихого океана. — Иван Алексеевич Басов, Валентина Сергеевна Вишневская. Наука, 1991 — Всего страниц: 199
- Стратиграфия и планктонные фораминиферы палеогена высоких широт Тихого океана. — Валерий Аркадьевич Крашенинников, Иван Алексеевич Басов. Наука, 1988
- Стратиграфия мела Южного океана. — Валерий Аркадьевич Крашенинников, Иван Алексеевич Басов. Наука, 1985 — Всего страниц: 173
- Стратиграфия палеогеновых отложений Мирового океана и корреляция с разрезами на континентах. — Валерий Аркадьевич Крашенинников, Иван Алексеевич Басов. Научный мир, 2007 — Всего страниц: 312